# خدي نامه
خدي نامه أو خوادج نامج (الفارسية الجديدة : خدای‌نامه Khudāy-Nāma)؛  (تترجم حرفيا. Book of Lords/Kings كتاب السادة/الملوك') هو عنوان افتراضي  لتاريخ فارسي متوسط مفقود لإيران من العصر الساساني . ومن المفترض أنها شملت التاريخ الأسطوري والخرافي لإيران منذ بداية الزمان وحتى العصر الساساني. كان هذا سلفًا بعيدًا لشاهنامة الفردوسي (كتاب الملوك)، الملحمة الوطنية الإيرانية في القرن العاشر، والتي يُفترض أنها مأخوذة من نسخة  أو نسخ من خواداي ناماج. حاول العلماء تحديد محتوى الخواداي ناماج من خلال مقارنة الأعمال الزرادشتية والمصادر العربية وشاهنامه الفردوسي. يستخدم بعض العلماء مصطلح خواداي ناماج للإشارة إلى تقليد أو نوع من النصوص التي تتناول التاريخ الوطني الساساني أو الإيراني، بدلاً من الإشارة إلى نص أصلي مفترض واحد.
وفقًا لنظرية ثيودور نولدكه ، فإن الكتاب نفسه تم تأليفه لأول مرة في عهد خسرو الأول أنوشيروان (حكم. 531-579)، وتم توسيعه في عهد آخر ملوك الساسانيين، يزدجرد الثالث (حكم.  632–651). وقد ترجمه إلى العربية في القرن الثامن ابن المقفع، وهو زرادشتي اعتنق الإسلام؛ وهذه الترجمة أيضًا مفقودة. ويعتقد نولدكه أن كل الكتب التاريخية العربية اللاحقة عن إيران استخدمت ترجمة المقفع. على وجه الخصوص، يُفترض أن الحوليات العربية للطبري وشاهنامه الفردوسي قد حافظتا بشكل أفضل على مادة الخواضنام. في حين أن المقفع قام في الواقع بترجمة تاريخ فارسي إلى العربية بعنوان خداي نامه، كان هناك، بحلول القرن العاشر، العديد من النسخ العربية (لم ينجُ أي منها) بمحتويات مختلفة، لذلك لا يمكن أن تكون جميعها مستمدة من ترجمة المقفع. يذكر محمود أوميدسالار وتورج دريايي أنه من المحتمل جدًا أن تكون هناك إصدارات مختلفة من الخواداي ناماج بالفعل في العصر الساساني، بتكليف من عائلات نبيلة مختلفة وتحكي نفس الملحمة الوطنية الإيرانية بطرق مختلفة. ومع ذلك، فإنهم لا يستبعدون أن نسخة عظيمة من خواداي ناماج قد تم إنتاجها بأمر من خسرو الأول؛ ربما تم اعتبار هذه النسخة الأفضل أو الأكثر هيبة من بين جميع خواداي ناماج . وكانت نتيجة هذا التنوع أن تم "تطعيم" التاريخ الفعلي للعائلات النبيلة الإيرانية على التاريخ والأساطير الإيرانية في الخواداي ناماج . لا بد أن المؤلفين المسلمين الأوائل استخدموا ترجمات الخواضية النماج المختلفة وغيرها من القصص الملحمية المستقلة عند الكتابة عن التاريخ الإيراني قبل الإسلام. فيما يتعلق بتأليف كتاب خواداي ناماج ، كتب أ. شابور شهبازي أن مؤلفيه الساسانيين "مزجوا ذاكرة التاريخ الحديث بالماضي البعيد والأساطير القديمة" ولم يستقوا من مصادر وثائقية مثل نقوش الفارسية الوسطى لملوك الساسانيين.
كان المصدر الرئيس لشاهنامة الفردوسي هو شهنامه أبو منصور [الإنجليزية]، وهو نص نثري فارسي جديد كتبه في عام 957 عدد من العلماء والقراء الزرادشتيين تحت إشراف أبي منصور معمري [الإنجليزية]؛ ولم يتبق اليوم سوى مقدمة هذا العمل. وفقًا لرأي واحد، كانت شاهنامه أبي منصور ترجمة لنص بهلوي يعود تاريخه إلى عهد يزدجرد الثالث، والذي كان بدوره يعتمد على نص أقدم من عهد خسرو الأول. وفقًا لرأي آخر، كانت شاهنامه أبي منصور عبارة عن تجميع لمصادر مختلفة، وليس ترجمة لعمل واحد.
يبدو أن المؤرخ اليوناني أغاثياس [الإنجليزية] الذي عاش في القرن السادس الميلادي، والذي ضمّن في عمله ملخصًا لتاريخ الأسرة الساسانية ومعلومات عن الديانة الفارسية، قد استقى معلوماته من السجلات الملكية الفارسية بمساعدة مترجم. من المرجح أن تكون مادته مرتبطة بأعمال لاحقة مستوحاة من خواداي ناماج. ومع ذلك، فقد اقترح البعض أيضًا أن معلومات أغاثياس مستمدة إلى حد كبير من المصادر السريانية حول التاريخ الساساني وليس من السجلات الملكية الفارسية، ومن هنا تحيزهم المؤيد للمسيحية والسريانية؛ على الرغم من أنه، وفقًا لمايكل آر جيه بونر، يبدو أنه استخدم مصدرًا ساسانيًا رسميًا أيضًا.

## ملحوظات
1. ↑  Khodāy-Nāme per modern Iranian Persian pronunciation.
2. ↑  Michael R. J. Bonner writes that, while it is common practice to refer to the text as the Khudāy-Nāma or its hypothetical Middle Persian equivalent Khvatāy-Nāmak, this should be avoided since the original Middle Persian text and its title are lost. He uses the phrase "Khudāy-Nāma tradition" instead.[1]
3. ↑  The title is New Persian.
4. ↑  One surviving Arabic work that presents itself as a derivation of Ibn al-Muqaffa's translation of the Khwaday-Namag is Nihayat al-arab, but only a small amount of its material may reasonably be traced back to the lost Persian work.[7]